# 2015年东南亚运动会排球比赛
2015年东南亚运动会排球比赛于2015年6月10日至6月16日在新加坡OCBC体育会场举行。

## 参赛国家
- 柬埔寨（12）
- 印度尼西亚（24）
- 马来西亚（24）
- 缅甸（24）
- 菲律宾（24）
- 新加坡（24）
- 泰国（24）
- 越南（24）

### 男队
A组
- 泰國
- 马来西亚
- 菲律賓
- 緬甸

B组
- 柬埔寨
- 越南
- 印度尼西亞
- 新加坡 (东道主)

### 女队
A组
- 新加坡 (东道主)
- 泰國
- 緬甸

B组
- 越南
- 印度尼西亞
- 菲律賓
- 马来西亚

## 奖牌得主
| 项目     | 金牌        | 银牌        | 铜牌                            |
| 男子排球 | 泰国（THA） | 越南（VIE） | 印度尼西亚（INA） 缅甸（MYA）   |
| 女子排球 | 泰国（THA） | 越南（VIE） | 印度尼西亚（INA） 新加坡（SIN） |

## 奖牌榜
| 排名 | 国家／地区        | 金牌 | 银牌 | 铜牌 | 總數 |
| ---- | ----------------- | ---- | ---- | ---- | ---- |
| 1    | 泰国（THA）       | 2    | 0    | 0    | 2    |
| 2    | 越南（VIE）       | 0    | 2    | 0    | 2    |
| 3    | 印度尼西亚（INA） | 0    | 0    | 2    | 2    |
| 4    | 缅甸（MYA）       | 0    | 0    | 1    | 1    |
| 4    | 新加坡（SIN）     | 0    | 0    | 1    | 1    |
| 总数 | 总数              | 2    | 2    | 4    | 8    |